# Cryphia eberti
Cryphia eberti là một loài bướm đêm trong họ Noctuidae.